# Ustav Republike Hrvatske (film)
Pour ce que désigne Ustav Republike Hrvatske, voir Constitution de la Croatie.
Pour plus de détails, voir Fiche technique et Distribution.
Ustav Republike Hrvatske est un film croate réalisé par Rajko Grlić, sorti en 2016.

## Synopsis
L'histoire de quatre personnes qui vivent dans le même immeuble mais s'évitent en raison de leurs différences.

## Fiche technique
- Titre : Ustav Republike Hrvatske
- Titre international : The Constitution
- Réalisation : Rajko Grlić
- Scénario : Rajko Grlić et Ante Tomić
- Musique : Duke Bojadziev
- Photographie : Branko Linta
- Montage : Andrija Zafranovic
- Production : Ivan Maloca
- Société de production : In Film Praha, Interfilm, Revolution et Sever & Sever
- Pays :  Croatie,  Tchéquie,  Slovénie,  Macédoine du Nord et  Royaume-Uni
- Genre : Comédie dramatique
- Durée : 93 minutes
- Dates de sortie : 
  -  Croatie : 6 octobre 2016

## Distribution
- Nebojsa Glogovac : Vjeko Kralj
- Dejan Acimovic : Ante Samardzic
- Ksenija Marinkovic : Maja Samardzic
- Bozidar Smiljanic : Hrvoje Kralj
- Mladen Hren : Ivan Stazic
- Matija Cigir : Bobanovic
- Zdenko Jelcic : Pater Tomislav
- Robert Ugrina : Damir Pivac
- Zeljko Königsknecht : Miroslav Plese

## Distinctions
Le film remporte le Grand Prix des Amériques au festival des films du monde de Montréal.
Le film obtient également le prix du Meilleur scénario du Festival de Raindance et le prix Golden Arena du meilleur scénario au Festival du film de Pula.